# Archangel (comics)
 (octobre 2017).
Pour les articles homonymes, voir Archangel.
Archangel est une mini-série de comics, en cinq parties, publiée par IDW en 2016. 
Créée avec Michael St. John Smith, elle constitue la première incursion par William Gibson dans l'écriture de comics. Dessinée par Butch Guice, Archangel développe un univers dystopique dans lequel un vice président américain voyage dans le temps de 2016 jusqu'en 1945 pour conforter son pouvoir,.

## Résumé

### Épisode 1
En février 2016, dans un Monde dévasté, le centre de transfert quantique est basé à Snake Mountain (Montana), dans lequel le vice président Henderson a subi une opération esthétique en vue de ressembler le plus possible à son grand-père. Le Dr Jack Davis accompagne le vice-président à une plateforme de transfert, contrôlée par le Major Guadalupe Torres. Depuis cette plateforme, sept hommes dont le vice président se retrouvent projeter au Pentagone en février 1945. Le groupe se rend en catimini vers le bureau du Major Aloysius Henderson. Aloysius Henderson est troublé par la ressemblance avec son petit fills, mais sa surprise n’est que de courte durée : Henderson est venu tuer son aïeul.
Pendant ce temps en 2016, le docteur Davis demande au Major Torres de rapatrier l’équipe. Mais Torres refuse, séquestre et ligote le Dr Davis qui crie à la trahison. En mentionnant brièvement un Archangel, Davis tente de convaincre que sa trahison est vaine car Henderson est déjà en train de changer le monde en 1945. Mais, Torres a prévu d’envoyer deux hommes en avion furtif, six mois plus tard dans leur continuum temps pour contre-carrer leur plan.
Le 5 août 1945, dans un Berlin occupé, le Dr Naomi Givens - une jeune officier britannique en charge d’enquêtes militaires secrètes (dont une nommée Daedalus) -  est appelée afin de visionner un film ayant capté un étrange accident aérien. Accompagnée de son chauffeur Fritz (un survivant des rafles anti-gays), elle se rend au QG de la Royal Air Force qui occupe les hangars de la Luftwaffe. Son supérieur lui projette le film  : trois bombardiers américains sont percutés par un avion furtif sorti d’une faille dans le ciel. Si les débris ont été récupérés par les forces soviétiques du colonel Yermakov, les parachutes ont dévié et se sont posés en territoire américain. Le supérieur demande à Givens de se rapprocher de son contact de l’intelligence américaine ; le capitaine Vince Mathews - dont il soupçonne qu’il soit également son amant.
Naomi rencontre Vince Mathews, mais l’échange est tendu, car leur relation bat de l’aile. Faisant mention au fait que Mathews lui avait caché qu’il était fiancé avant le début de leur relation, elle insiste pour avoir des informations sur le crash. Matthew concède à lui dévoiler qu’un des deux pilotes est mort et que le second se mure dans le silence. Durant l’autopsie crânienne du pilote décédé, le médecin a découvert trop tard que le corps était piégé déclenchant par mégarde un explosif lui provoquant la perte de ses doigts.
Néanmoins, Naomi veut voir le survivant pour l’interroger, mais celui-ci se contentera de demander la date du jour. Naomi et Vince constatent que le pilote porte un étrange bracelet inamovible au poignet.
Avant de partir, Naomi ausculte le corps du défunt pilote, qui porte un bracelet similaire. Tout comme son acolyte, il est recouvert d’étranges tatouages sur tout le corps. Elle prélève un morceau de plastique issu de l’autopsie, s’engageant à partager les résultats de l’analyse avec Vince.
Au moment où Naomi quitte les lieux, Henderson débarque avec deux hommes réclamant pour voir le prisonnier.

### Épisode 2
Dans sa prison, le pilote survivant dialogue avec Torres via une mouche bionique et lui commande une combinaison et une arme. Dans un éclair d’énergie, l’équipement requis se matérialise, mais l’arme est inopérante ayant fusionné avec la table métallique sur laquelle il reposait. Enfilant la combinaison, le pilote devient invisible.
Mathews accède à la cellule d’enfermement accompagné d’Henderson, et le pilote en profite pour s’échapper. Henderson demande alors qui était la femme avec qui Mathews était lors de son arrivée.
Pendant ce temps, Naomi analyse le plastique prélevé sur le corps du pilote, mais elle est interrompue par le fuyard qui l’a suivie. Le pilote lui révèle qu’il ne vient pas du futur mais que le monde de Naomi est un copie, une sorte de duplication partageant la même Histoire jusqu’à un point de divergence : le moment du lancement de la bombe sur Hiroshima qui n’est pas encore arrivé.
Mathews, toujours accompagné d’Henderson, arrive chez Naomi, et le pilote s’enfuit. Mais en leur échappant, il est blessé par les deux gardes d’Henderson qui préfèrent taire leur échec à Henderson.
Depuis 2016, grâce à la mouche bionique , Guadalupe Torres suit la fuite du pilote et mise sur la perspicacité de Naomi pour découvrir le bombardier. Jack Davis - toujours ligoté - tente de démotiver Torres et se demande pourquoi elle ne l’a pas tué. Torres lui révèle qu’elle va avoir besoin de lui.
De retour à 1945, Henderson détruit l’échantillon de plastique et menace Naomi de prévenir ses supérieurs pour sa non-coopération, puisqu’elle nie l’existence du pilote.
Fritz lui propose d’aller voir le colonel Yermakov et lui avoue de l’avoir surprise avec le pilote alors qu’ils discutaient tous les deux.
Henderson raccompagne Mathews et, scrutant un mini radar, l’interroge sur un certain Mr Baby (de son vrai nom Herr Säugling), tenancier du dernier club berlinois, haut lieu du marche noir. Henderson ne donne aucun autre choix à Mathews que d’être à sa solde. Il s’ensuit une rixe à laquelle Mathews échappe. Henderson renonce à le poursuivre préférant se rendre chez Mr Baby, en suivant son radar.

### Épisode 3
Le pilote se glisse dans la foule du club de Mr Baby, en restant en contact avec Torres et en attendant l’arrivée de Naomi. Naomi, quant à elle, rencontre le colonel Yermakov par l’entrefait de Mr Baby.
Le colonel interroge Naomi afin de savoir si elle a rencontré les pilotes. Il lui dévoile qu'un temps, le Kremlin avait peur que les allemands disposaient de la bombe atomique, mais que maintenant, les craintes se focalisent sur les américains. Il veut aussi s’assurer que les américains ne disposent pas de pilotes spéciaux capables de larguer une telle bombe. Naomi avoue finalement avoir rencontré les pilotes mais qu’ils n’avaient rien d’américain.
Le colonel Yermakov lui demande alors s’ils ne viennent pas d’un autre monde, faisant référence aux travaux secrets de recherche de Naomi, dont le projet Daedalus. Il s’inquiète également que le KGB puisse les observer.
Mais Naomi le rassure : le lieu de leur rencontre est un dépôt de cuivre du marché noir. Le stock de cuivre agit comme une cage de faraday, empêchant toute écoute espion.
Henderson piste le pilote grâce à son radar. Accompagné de trois de ses hommes, il pénètre dans le club de Mr Baby, mais ils sont observés par la garde du corps de Mr Baby. À l’intérieur, le pilote et Fritz se repèrent mutuellement.
Le pilote retrouve Naomi : il veut absolument fuir Henderson qui peut le repérer grâce à la bombe interne à l’aide de son radar et la déclencher.
Henderson et ses hommes provoquent une fusillade dans l’établissement. Mais, Henderson perd le signal du pilote, car Naomi l’emmaillote de bobine de fils de cuivre, reproduisant l’effet de la cage de Faraday.
Mathews se joint à eux, mais ils sont pris dans l’échange de balles entre Henderson, ses hommes et la garde du corps de Mr Baby. Ils ne doivent leur salut que grâce à Fritz, avec qui ils s’échappent en jeep.